# 國道172號 (日本)
國道172號是大阪府大阪市大阪港至中央區的一般國道。

## 概要
- 起點：大阪港（大阪市港區：大阪稅關前）
- 終點：大阪市中央區（本町3交點＝國道25號、國道26號、國道165號交點）
- 重要經過地：無
- 全長：8.0 km（實長7.9 km）[1]
- 指定區間 : 無[2]

## 歷史
- 1953年（昭和28年）5月18日
指定施行二級國道172號大阪港線（大阪港 - 大阪市東區）[3]。
- 1965年（昭和40年）4月1日
修道路法，廢一、二級國道，始稱一般國道172號。

## 路線狀況

### 通稱
- 本町通
- 港通

## 地理

### 通過行政區
- 大阪府
大阪市（港區 - 西區 - 中央區）

### 交匯道路
- 阪神高速道路16號大阪港線天保山出入口（大阪市港區）
- 國道43號（大阪市港區・市岡元町3交點）
- 國道25號（大阪市中央區・本町3交點）（※國道25號此與國道26號、國道165號共線）

### 沿線
- 海遊館
- 大阪巨蛋